# Kruitmolen (Valkenburg)
De Kruitmolen (ook: Polfermolen genaamd) is een watermolen in Valkenburg in de Nederlandse provincie Limburg. De molen maakt gebruik van het water van het riviertje de Geul. In de kruitmolen werd in eerste instantie buskruit geproduceerd. Later werd het een papiermolen en nog later werd zij gebruikt om elektriciteit op te wekken. De watermolen maakte deel uit van de bierbrouwerij De Leeuw.
De molen is een rijksmonument en staat in de Top 100 van de Rijksdienst voor de Monumentenzorg. Het gebouw is tevens onderdeel van het Buitengoed Geul & Maas.

## Geschiedenis
Op 9 november 1820 ontvingen Loisel en de Gebr. Riffer bij Koninklijk Besluit toestemming voor het oprichten van een kruitmolen. Zij waren buskruitfabrikanten van beroep en kwamen uit Altenkirchen in Pruisen. In de periode van 1830 tot 1839 gedurende het Belgische bewind over Limburg, lag de Kruitmolen stil. De vervaardiging van kruit ging door tot en met 1851.
In 1875 werd het terrein met vervallen opstallen van de Kruitmolen door Bernard Edmond Loisel aan Duitse papierfabrikanten verkocht. Zij bouwden hier een molen voor het vervaardigen van papier. Het waterrad had toen een doorsnede van 5,64 meter en was 245 centimeter breed.
In 1884 werd de productie van papier vanwege een mogelijke vervuiling en grote aanloopproblemen stopgezet. De papierfabriek werd openbaar verkocht.
In 1887 werd er een filiaal van de firma Aachener Export Brauerei N.V gevestigd en ging een jaar later in bedrijf als bierbrouwerij. Het waterrad dat ze gebruikten was 6 meter in doorsnee en was 325 centimeter breed.
In 1890 werd er een nieuw ijzeren Zuppingerrad met houten schoepen geplaatst en had dezelfde doorsnede als het oude rad, maar was echter 3 meter breed. Het waterrad dreef de hoofdtransmissie-as in de brouwerij aan.
In 1921 werd de NV geliquideerd. Een nieuwe NV onder de naam Bierbrouwerij De Leeuw werd opgericht. De brouwerij werd door de jaren heen steeds verder uitgebreid en de molentak van de rivier de Geul werd grotendeels overkluisd zodat er meer ruimte beschikbaar was voor opslag.
In het begin van de jaren zeventig dreigde de waterkracht-installatie verloren te gaan, maar de directie greep in om deze installatie te behouden.